# Lamprecht von Regensburg
Lamprecht von Regensburg, auch Lambert de Ratisbone, (* um 1215; † nach 1250) war ein Franziskaner, der im 13. Jahrhundert geboren wurde.
Er verfasste eine Übersetzung (Sante Francisken leben, vermutlich 1239 abgeschlossen) in Paarreimen der Vita des hl. Franziskus von Assisi nach der lateinischen Vorlage Vita prima des italienischen Minoriten Thomas von Celano. Thomas hatte diese Biographie aus Anlass der Heiligsprechung des Franziskus im Jahr 1228 im Auftrag Papst Gregors IX. angefertigt. Theologisch geht Lamprecht davon aus, dass endgültige Erlösung nur durch bewusstes Leben in Armut und mühevolles Arbeiten und Leben möglich sei. Lamprechts Werk kann aber nur eingeschränkt als wirkliche Übersetzung betrachtet werden. Er führte kleine Änderungen durch und ordnete den Ablauf chronologisch (in der Vorlage steht die Heiligsprechung Franziskus’ vor seinen Wundern).
Lamprechts zweites Werk Diu tohter von Syon („Tochter Syon“) entstand vermutlich zwischen 1247 und 1252. Die Tochter Syon ist eine allegorische Dichtung: Es ist der Seele immanent, danach zu streben, die Vereinigung mit Christus (Gott) zu suchen. Diese Vorstellung steht ganz in der Tradition mit der Brautmystik des Bernhard von Clairvaux. Es existieren drei Handschriften und zwei Fragmente aus dem 13. und 14. Jahrhundert.
Lamprecht war ein Zeitgenosse des wohl zu dieser Zeit bedeutendsten und bekanntesten deutschsprachigen Franziskanerpredigers Berthold von Regensburg.

## Werke
- Sanct Francisken Leben und Tochter Syon, Schöningh, Paderborn 1880 (Digitalisat)